# Megliadino San Fidenzio
Megliadino San Fidenzio je italská obec v provincii Padova v oblasti Benátsko.
V roce 2010 zde žilo 1 993 obyvatel.

## Sousední obce
Casale di Scodosia, Megliadino San Vitale, Montagnana, Saletto, Santa Margherita d'Adige